# Sauhügel (Schwarzach)
Der 640 m hohe Sauhügel gehört zum Gemeindegebiet Stadlern im Oberpfälzer Landkreis Schwandorf, Bayern.
An seinen Nord-, Ost- und Südhängen befindet sich das Dorf Schwarzach.
Der Sauhügel bildet eine runde Wiesenkuppe, auf der nur vereinzelt Büsche und Obstbäume stehen.
So ermöglicht er nach Norden, Osten und Süden einen weiten Ausblick auf die umliegenden Berge.
Nach Norden sieht man den Reichenstein, den Weingartenfels mit dem Böhmerwaldturm und den Großen Fels, Teil des Bernsteiner Rückens in Tschechien.
Im Südosten des Sauhügels erhebt sich die Spitze des Hirschsteins, im Osten der Buckel des Lissaberges.
Nach Nordosten zieht sich die Kette der Pivoňské hory, die sich auf dem Ostufer der Radbuza befindet.
Unterhalb des Osthanges des Sauhügels fließt die Bayerische Schwarzach von Norden nach Süden.